# 人中之龍4 繼承傳說者
《人中之龍4 繼承傳說者》（副标题又译作）為SEGA在PlayStation 3平台發售的動作冒險遊戲，是《人中之龍3》的續集。游戏于2010年3月18日在日本地区发售，2011年3月15日在北美地区发售，3月18日在欧洲地区发售。游戏的高清复刻版将在PlayStation 4平台上推出，计划于2019年1月17日在日本、香港和台湾等地区发售，并追加繁体中文的游戏内容。
本作遊戲首次採用多主角制，由秋山駿當開頭作為第一章，之後由冴島大河為第二章，再來是谷村正義為第三章，桐生一馬做為第四章，最後是四合一的最終章路線，同時也追加遊樂場所、屋頂地區、地下地區和贊助企業。玩家只要擁有前作《人中之龍3》和《人中之龍 登場！》的過關記錄，就可以得到特別的裝備。另外，本作也是《人中之龍》系列作中，第一次有線上排行，並採用船隻追逐戰的作品，也是系列作中難得地出現妖怪河童。
本作中的酒店小姐中透過選秀會徵選七名人選，七人的外貌也成為他們在遊戲中角色的建模。遊戲中，還擁有由主角親自培養酒店小姐，以及與酒店小姐來往的支線故事。
本作作品是用3代的引擊製作改良，在這代戰鬥方面作了很大的調整，故事方面與3代相比雖略優但整體評價普通。

## 概要
2010年3月1日深夜24時05分，東京神室町這條亞洲最大的娛樂街道發生了「日常」的兩起事件。首先是東城會旗下的三次元組織「金村興業」，因為一些糾紛而發生流氓間的鬥爭及開槍事件。但被射殺的被害者卻是與東城會有互相結為兄弟的黑道組織——「上野誠和會」的幹部，這起事件讓金村興業的小弟們不得不為此收拾殘局，但在過程中，竟然連金村興業的組長也遭到不明人士殺害，並導致神室町中持續發生的黑道組織的小型抗爭事件。但那不過是一切計劃的伏筆而已，熱烈的戰鬥也就此展開……
包藏著野心的男人們的本性，在被金錢、權力、地位和名譽剝開後，一切都只成為了慾望並且彼此激烈地交會著，其中有一名神秘女性，為了虛幻的希望而活著。這名美麗卻哀愁的女人——莉莉，讓原本不可能相遇的男人們因此聚集在一起。一位是無論是誰，只要能夠通過他的考驗就能借得高額無息貸款的神秘高利貸‧秋山駿，一位是過去一個人單槍匹馬就殺掉十八名黑道的死刑犯‧冴島大河，一位則是被稱作「神室町害蟲」還會到處索賄的年輕刑警‧谷村正義，最後則是一位過去曾在這條街上引發無數奇蹟的「傳說的黑道」‧桐生一馬。這四名有著堅強信念的男人受到引導，並在這條街上相遇，他們的「命運」是否將因此走上完全一樣的道路呢？……

## 登場人物
與《人中之龍3》一樣，部分角色肖像造型以所配音的演員為原型來製作。

## 舞台
- 神室町

## 本作登場實際企業
- 唐吉訶德
- 松屋
- 和民
- Acecook
- 三得利

## 主題曲
《Butterfly City Fest. RYO the SKYWALKER & Mummy-D》

由ZEEBRA、Mummy-D、RYO the SKYWALK、DJ Hasebe a.k.a Old Nick擔綱。

## 評價
| 汇总媒体   | 得分                    |
| ---------- | ----------------------- |
| Metacritic | PS3: 78/100 PS4: 78/100 |

| 媒体     | 得分  |
| -------- | ----- |
| GameSpot | 8/10  |
| Fami通   | 38/40 |

## HD移植版
《人中之龍4 繼承傳說者 HD》（龍が如く4 伝説を継ぐもの HD）為SEGA將於2019年1月17日在PlayStation 4發售的遊戲軟體。SEGA于2018年5月24日宣布將在2018年秋季於PlayStation 4上發售高解析度及高幀數化的移植版，也會支援繁體中文版。稍后宣布游戏将延期到2019年1月发售。本次PlayStation 4版解析度為1080p（PlayStation 3版解析度為720p），并且FPS提升到60fps（PlayStation 3版FPS為30fps）。
- 2019年8月21日宣布於2019年10月29日歐美發行PlayStation 4上發售高解析度及高幀數化的移植版，不做重製版本，比較大的變動就是原作中扮演谷村正义的演员成宫宽贵已經退出演藝圈，因此本次高清版本将该角色的演员更换为增田俊树。除了修正部分內容以外，也會支援英文版。
- 2020年1月21日推出3、4、5 HD的合輯珍藏包在PlayStation 4。
- 在2020年12月11日美版人龍官方宣布3、4、5 HD的合輯珍藏包即將登入Steam，在2021年1月28日發行，可以單獨購買或與珍藏包一起買。

### 追加要素及更改(ps4)
修正當時在ps3的bug與調整一些機制。
取消ps3的Answer X Answer小遊戲的所有關卡，小遊戲成就總共23個。
在食事成就方面，酒吧有共同的酒的名字統一變成只要喝一次就好，另外的就會標記。
取消ps3的回顧1-3代劇情的獎盃成就。
由于原作中扮演谷村正义的演员成宫宽贵已經退出演藝圈，因此本次高清版本将该角色的演员更换为增田俊树。
在剛進入桐生篇一開始跟濱崎對話時，有一個地方進入回憶時，把原版1代的回憶換掉，改成用極的畫面回憶一代的事情
包裝設計與PlayStation 3版本相比，如從單色包裝成為彩色包裝。

### 追加要素及更改(pc版本)
因版權問題，主題曲更換成其他的音樂。
新增可以更改圖像跟畫質與控制器按鈕跟聲音與載入跟退出遊戲跟回到介面等設定。
在支線任務方面，第一次觸發點加入問號提示，方便玩家知道有那些支線任務，但後面的觸發要靠自己找，不給提示。
跳過動畫的方式改成用是跟否的方式選擇跳過動畫。
刪除了柏青哥的成就任務，場景還在，小遊戲從23變成22個。
刪除了柏青哥的獎盃成就
撿鑰匙取消是否拿取，改成直接拿取。
取消要買東京暢遊券才會出現隱藏食物的選項，改成可以就直接吃到。

### 評價
因為很多玩家受到三代的影響，所以有這代比較少的人去購買和遊戲實況。

## 外部連結
- 官方網站（人中之龍.com） （页面存档备份，存于）